# Isle of Grain
Die Isle of Grain ist das östliche Ende der Halbinsel Hoo im Norden der Grafschaft Kent in England. Sie liegt an der Mündung des Flusses Medway ins Ästuar der Themse und besteht fast vollständig aus Marschland.
Der Süden der Isle of Grain ist heute ein wichtiges Industriegebiet. Bis 1982 befand sich dort eine große Erdölraffinerie. Heute liegt in diesem Gebiet der London Thamesport. Mehrere Kraftwerke befinden sich in dessen Nähe. An seiner östlichen Spitze befindet sich eine Umrichterstation und der westliche Anschluss von BritNed (Hochspannungs-Gleichstrom-Übertragung), einem Seekabel zum europäischen Festland nach Maasvlakte im Hafen Rotterdam. Das Seekabel NeuConnect nach Norddeutschland ist im Bau.
Die Isle of Grain kam 2011 als möglicher Standort eines neuen Großflughafens (Thames Estuary Airport) im Gespräch, der nach Plänen des britischen Architekten Norman Foster den überlasteten London Heathrow Airport entlasten sollte. Der Plan wurde im Jahr 2014 jedoch wieder verworfen.